# Quinquina rouge
Cinchona pubescens
Espèce
Classification phylogénétique
Synonymes
- Cinchona succirubra Pavon ex Klotzsch
- Cinchona chomeliana (Weddell)
- Cinchona cordifolia (Mutis)
- Cinchona decurrentifolia (Pavón in Howard)
- Cinchona hirsuta (Ruiz & Pavón)
- Cinchona lechleriana (Schlechtendal)
- Cinchona lutea (Pavón in Howard)
- Cinchona microphylla (Mutis ex Lamb)
- Cinchona ovata (Ruiz & Pavón)
- Cinchona pelalba (Pavón ex DC)
- Cinchona pelletieriana (Weddell)
- Cinchona platyphylla (Weddell)
- Cinchona purpurascens (Weddell)
- Cinchona purpurea (Ruiz & Pavón)
- Cinchona rosulenta (Howard ex Weddell)
- Cinchona rotundifolia (Pavón ex Lambert)
- Cinchona rufinervis (Weddell)

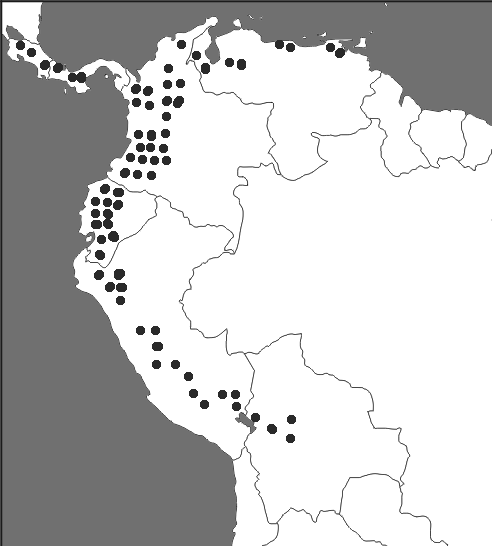
Distribution spontanée de C. pubescens
d'après Andersson (1998)

Le quinquina rouge (Cinchona pubescens), est un petit arbre sempervirent de la famille des Rubiacées, originaire de la Cordillère des Andes et d'Amérique centrale et dont l'écorce est riche en quinine.
Synonyme le plus fréquent : Cinchona succirubra Pav. ex Klotzsch
Au Pérou, il est connu sous le nom de : Kina, el quino, quinina roja.
En Colombie, il est connu sous les noms de oreja de mula, quina lanuda, en Équateur sous les noms de hoja ahumada, hoja de zambo, quinoa rosa.

## Description
Cinchona pubescens est un petit arbre pouvant atteindre 10 m de hauteur avec un tronc de 20 cm de diamètre. Une fois prélevée, son écorce tend à devenir brun rougeâtre sur sa face interne.
Les feuilles décussées sont minces et papyracées une fois sèches. Elles mesurent 8-23 × 5-21 cm et sont elliptiques ou ovales à suborbiculaires. Elles n'ont pas de domaties. Les feuilles âgées qui persistent sur l'arbre deviennent rouges. Des feuilles relativement larges et minces sont des caractères distinctifs de C. pubescens.
Les inflorescences sont des cymes terminales sur les rameaux latéraux. Le calice de 1,3  à   2,8 mm de long est pubescent à l'extérieur et glabre à l'intérieur. La corolle est rose à pourpre, plus pale à la base, avec un tube de 9-14 mm de long terminé par 5 lobes, à l'intérieur blanc, couvert de longs poils blancs. Les étamines insérées dans le tube, sont longues dans les fleurs à style court et inversement, courtes dans les fleurs à style long.

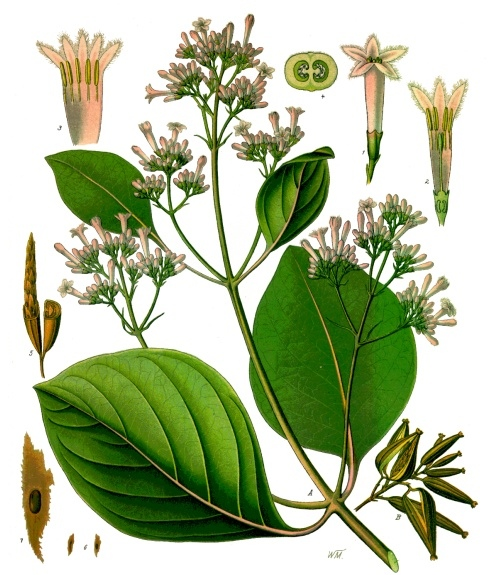
C. pubescens par Franz E. Köhler

Les fruits sont des capsules ellipsoïdales à subcylindriques, de 13-41 × 5-7 mm.

## Distribution et écologie
Le quinquina rouge est le Cinchona ayant la répartition la plus large puisqu'on le trouve dans le centre du Costa Rica (Alajuela et Guanacaste) et au nord-est du Venezuela (Sucre) tout le long de la Cordillère des Andes jusqu'en Bolivie centrale (Santa Cruz).
Il croît dans les montagnes, entre 600  et   3 300 mètres d'altitude.
Il a été cultivé en Amérique du Sud, en Afrique et en Asie.
Le C. pubescens est un des arbres les plus envahissants des îles Galápagos où il s'est répandu sur au moins 11 000 ha des hauteurs de l'île de Santa Cruz. Il domine en grande partie les zones à Miconia, ,. Il pose des problèmes aussi à Hawaii et dans la Polynésie française (Tahiti et Iles de la Société).

## Composition
L'écorce de quinquina rouge (C. pubescens ou C. succirubra) est riche en alcaloïdes quinoléiques : quinine et son homologue déméthoxylé cinchonidine et un stéréoisomère de la quinine (8S, 9R), la cinchonine (8R, 9S).
D'après une analyse de Hodge (1948), on a :
| Cinchonine | Cinchonidine | Quinine | Quinidine | Alcaloïdes totaux |
| ---------- | ------------ | ------- | --------- | ----------------- |
| 1,96       | 1,57         | 1,48    | 0         | 5,01              |

|                                                           |
| R=OCH3 (-)-quinine (8S, 9R) R=H (-)-cinchonidine (8S, 9R) |

C'est après le quinquina jaune (C. calisaya), le quinquina le plus riche en quinine :
| C. calisaya | C. micrantha  | C. officinalis    | C. pubescens       |
| ----------- | ------------- | ----------------- | ------------------ |
| Bolivie     | nord du Pérou | sud de l'Équateur | nord de l'Équateur |
| 3,35        | 0             | 0,41              | 1,48               |

Le quinquina rouge renferme aussi des composés phénoliques : des cinchonaïnes Ia-d, IIa et IIB et des proanthocyanidols dimères et trimères.
On y décèle aussi des acides organiques (acide quinique), des saponosides à génine triterpénique dicarboxylique et de l'huile essentielle (alpha-terpinéol, linalol, limonène).
La culture sur cal de C. pubescens a révélé la présence de 12 anthraquinones.

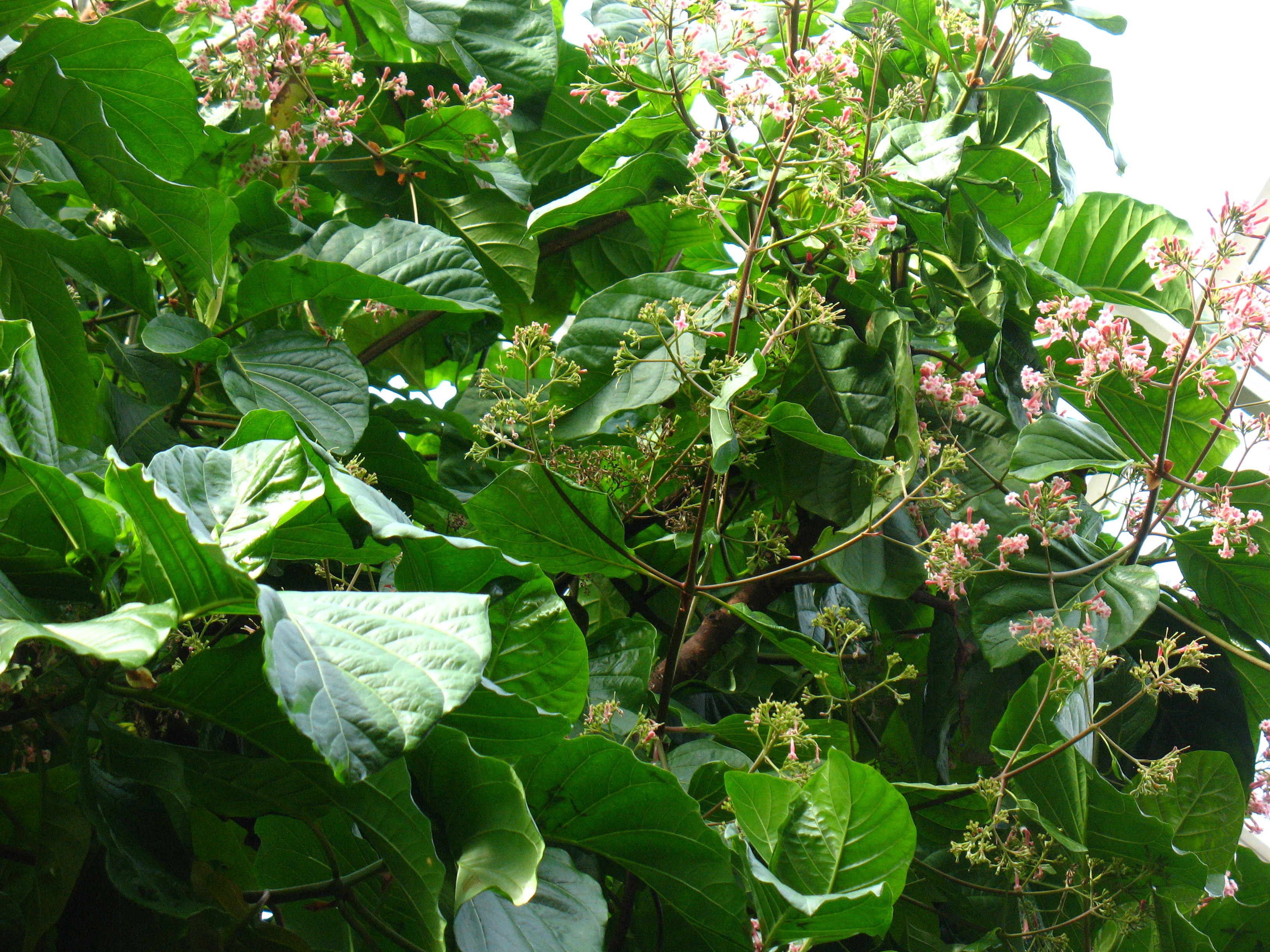
Cinchona pubescens

## Ethnopharmacologie
Il est généralement admis que le paludisme n'existait pas avant l'arrivée des Espagnols[source insuffisante]. On ne sait pas vraiment quel rôle ont pu jouer les Amérindiens dans la découverte des propriétés fébrifuges de l'écorce de quinquina. Par contre, il a été observé un usage contemporain de décoctions de C. pubescens Vahl comme antipaludique au Nicaragua et de l'écorce d'autres espèces de quinquina dans d'autres régions andines. Les populations de Madagascar utilisent aussi le quinquina rouge.
Au Brésil, l'écorce de quinquina est considérée comme tonifiante et antipyrétique. Elle est utilisée en cas d'anémie, de désordres gastro-intestinaux, de fatigue, fièvre et paludisme.

## De la cueillette à la culture

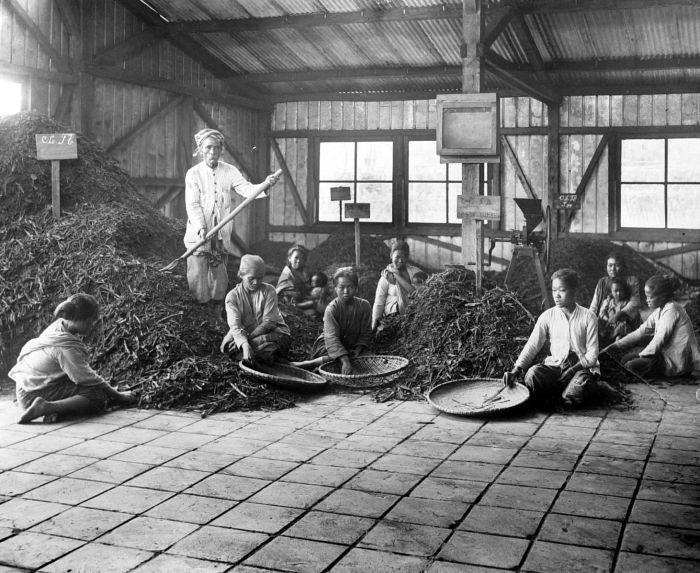
Triage de l'écorce de quinquina (Java, 1915-1930)

Jusqu'à la fin du XVIIIe siècle, les marchés européens étaient approvisionnés en écorces du Pérou, à partir des forêts de Loja (actuellement dans l'Équateur). Puis, lorsque les chimistes eurent mis en évidence les fortes teneurs en quinine du quinquina calisaya, les forêts de Bolivie où cet arbre croît en abondance furent aussi exploitées. « ...l'affluence des cascarilleros [écorcheurs], dans les forêts, devint si considérable, qu'en peu de temps il resta à peine un arbre à quinquina dans le voisinage des lieux habités, et les exportations de la drogue devinrent si considérables qu'elle tomba à vil prix. » observait le botaniste Hughes A. Weddell en 1853, « Il est de toute évidence que le quinquina calisaya, si on continue à l'exploiter de la sorte, finira tôt ou tard par disparaître plus ou moins complètement de nos marchés... ». Le maximum du prélèvement sera atteint en 1882 avec 10 000 tonnes d'écorce produites, ce qui est beaucoup compte tenu des méthodes prédatrices d'exploitation et très peu compte tenu des besoins considérables en quinine de la population mondiale impaludée. D'après l'évaluation de B. Etemad, cette production couvrait les besoins de 3 % de la population impaludée.
Jusqu'au milieu du XIXe siècle, la production du quinquina sauvage se trouvera uniquement dans le domaine colonial espagnol (Pérou, Bolivie, Équateur et Colombie). Pour répondre au besoin grandissant en quinine, les puissances européennes vont chercher à "acclimater" la plante dans leurs colonies. Les Britanniques introduisirent le quinquina rouge (Cinchona succiruba) avec succès à Ceylan. Puis les Hollandais réussirent à supplanter la production anglaise grâce à la culture commerciale du quinquina jaune (connu à l'époque sous le nom de Cinchona ledgeriana) dont l'écorce est très riche en quinine et qu'ils choisirent de produire à Java.
C'est ainsi que jusqu'aux années 1880, l'essentiel de la production d'écorce fut assurée par l'Amérique du Sud. Il y eut ensuite une éphémère domination de Ceylan vers 1885, vite supplantée par les Indes néerlandaises. Dans les années de l'entre-deux-guerres, ces dernières assureront environ 90 % de la production mondiale d'écorce de quinquina.
Mais l'invasion japonaise de l'Indonésie, en détruisant les quelque 20 000 hectares de plantations de quinquina, sonnera le glas de cet épisode de l'histoire de la quinine.

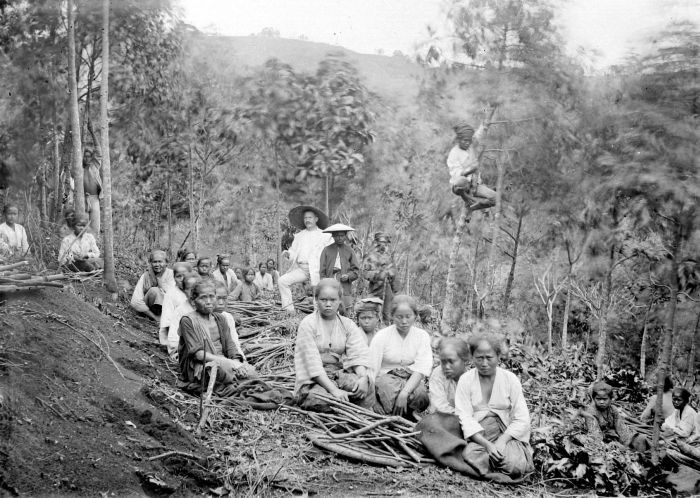
Travailleuses dans une plantation de quinquinas à Java

L'écorce de quinquina et la quinine qui en était extraite ont, pour certains historiens, joué un rôle déterminant dans l'expansion coloniale des puissances européennes. « Grâce à cette drogue tirée d'une plante originaire des Andes, cultivée sur de riches terres asiatiques louées à bas prix et par une main d'œuvre soumise à un quasi-esclavage, l'homme blanc aurait pénétré et colonisé le continent noir », écrit Bouda Etemad. « Ce qui est séduisant dans l'histoire de la quinine, c'est qu'elle réunit l'Europe, l'Amérique, l'Asie et l'Afrique, et apparaît ainsi comme un condensé de la colonisation. »
Dans les années 1950-1960, un produit de synthèse, la chloroquine (nivaquine), au coût de fabrication très faible, remplaça la quinine d'extraction dans les pays développés.
La culture s'est cependant poursuivie en Indonésie et s'est considérablement développée dans certains pays d'Afrique (République démocratique du Congo, Cameroun, Côte d'Ivoire).

## Galerie

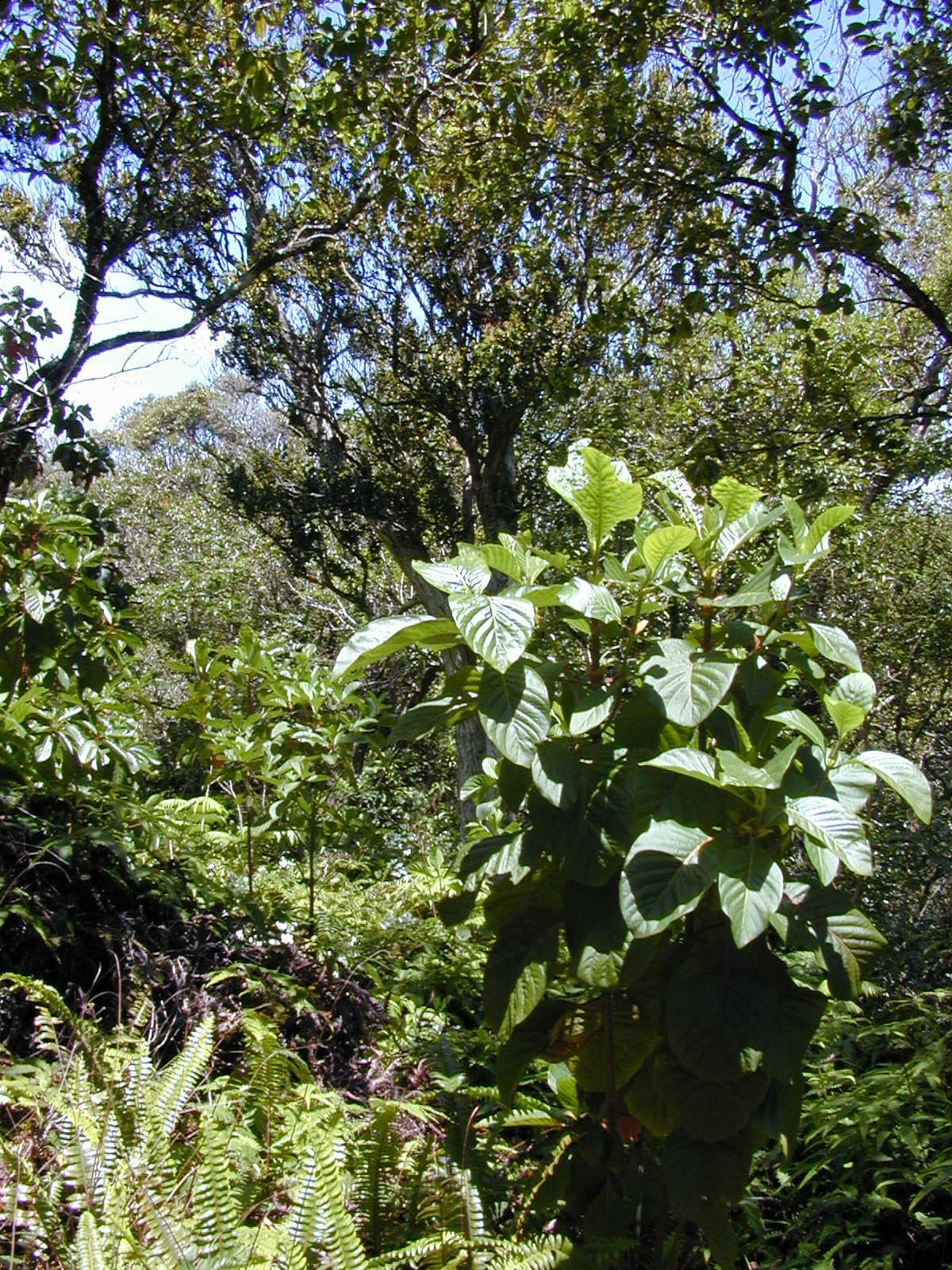
Larges feuilles du C. pubescens
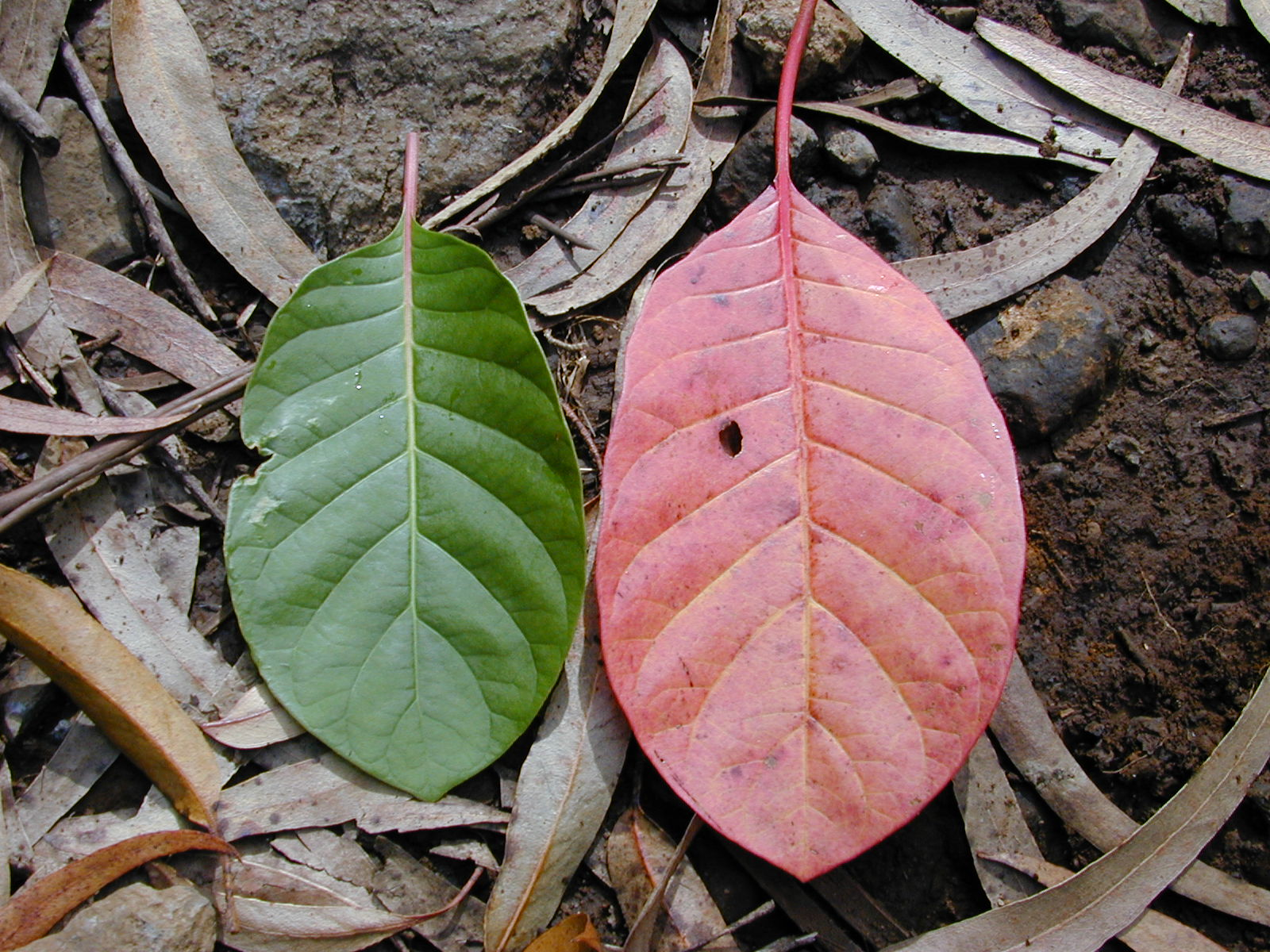
Feuilles
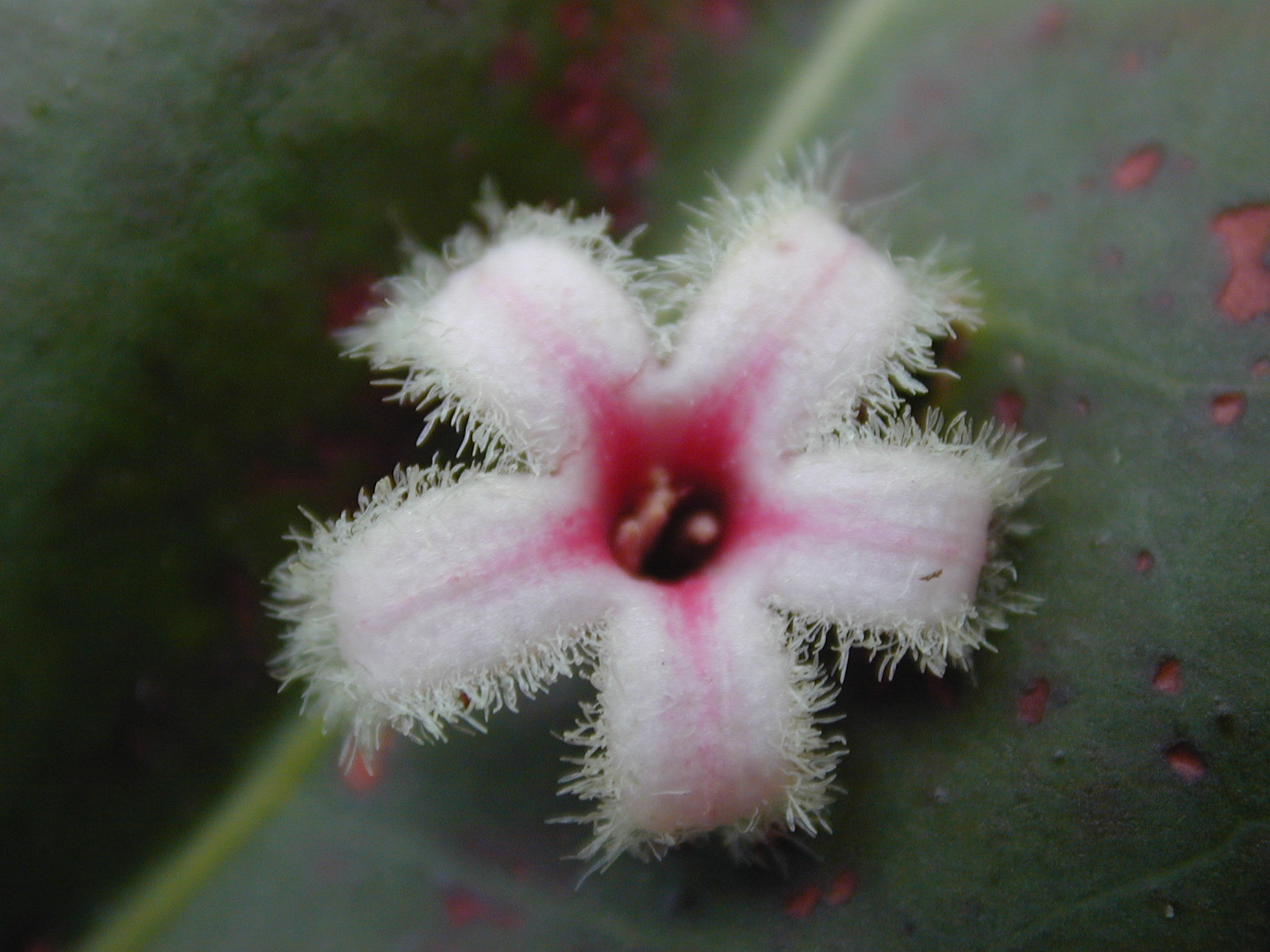
Fleur de C. pubescens
Fruits de C. pubescens
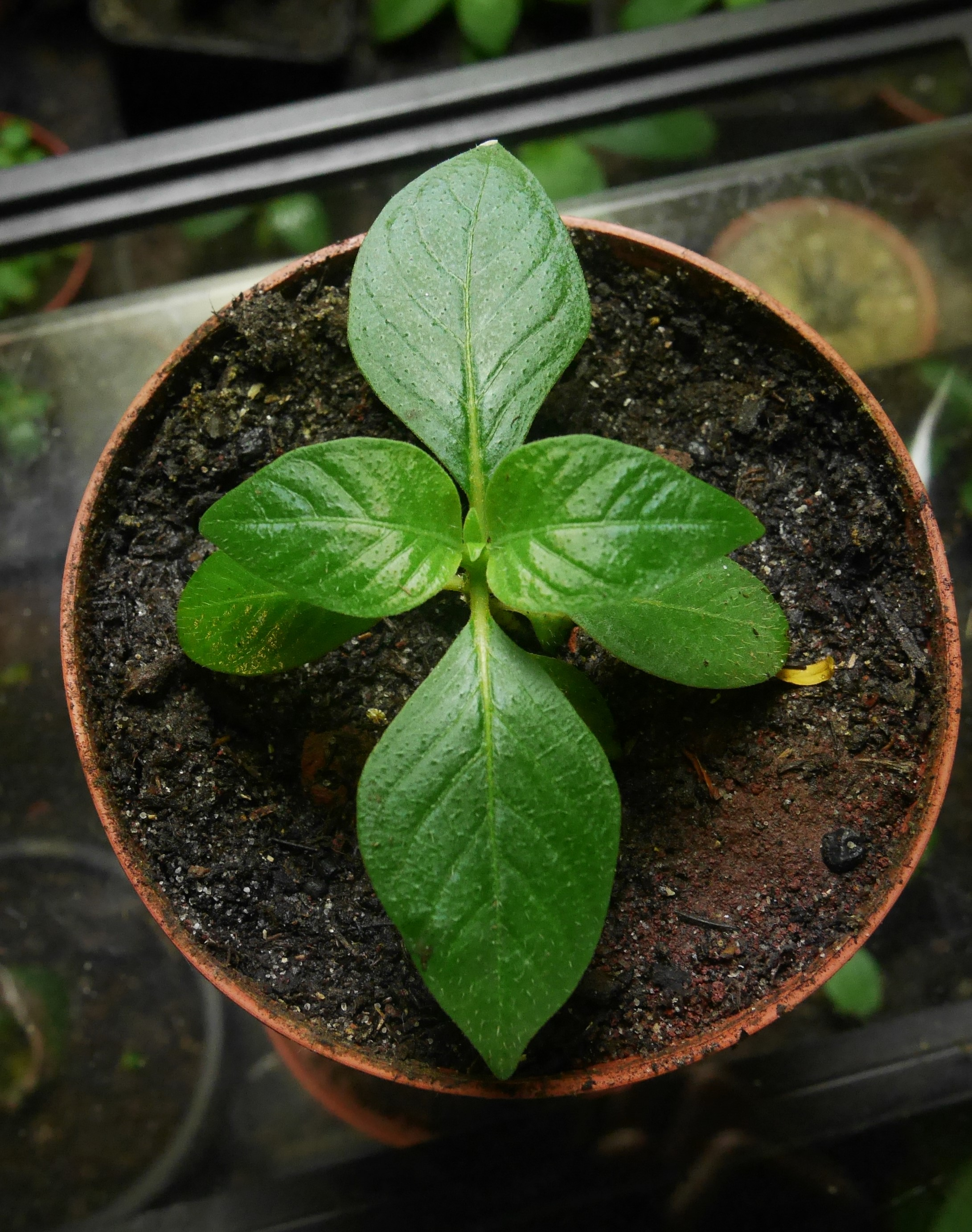
Jeune Cinchona pubescens